# Челябинский метротрамвай
Челябинский метротрамвай — строящаяся система легкорельсового транспорта с подземными участками.
Изначально в городе предполагалось построить метрополитен. Его сооружение велось с 1992 года, но из-за недостатка финансирования темпы были крайне низкими. В мае 2021 года было решено не достраивать метрополитен, а уже готовые объекты приспособить для подземных линий скоростного трамвая. Завершить строительство планируется к концу 2026 года, а открыть движение в 2027 году. Оператор проекта — АО «Челябинский метротрамвай», проектирование и строительство ведёт «Моспроект-3».

## История

### Проектирование и строительство метрополитена (1967—2021)
Проектирование челябинского метрополитена началось в 1967 году, в ходе которого было предложено несколько вариантов, а окончательный вариант был предложен в 1982 году. Он включал в себя три линии: красная (ЧТЗ — площадь Революции — Торговый центр — проспект Победы — Северо-Запад), зелёная (ЧМК — проспект Победы — ЮУрГУ — Вокзал — Ленинский район) и синяя (АМЗ — Вокзал — Пл. Революции — Северо-Восток). Для метрополитена планировался пусковой участок длиной 5,7 км (со съездом в депо — 6,8 км), который должен был состоять из четырёх станций, а его годовой пассажиропоток должен был составить 65 млн человек с увеличением в перспективе до 137,8 млн. Некоторые источники середины восьмидесятых приводили другие схемы, однако и на них первая линия должна была проходить с ЧТЗ через центр на Северо-Запад.

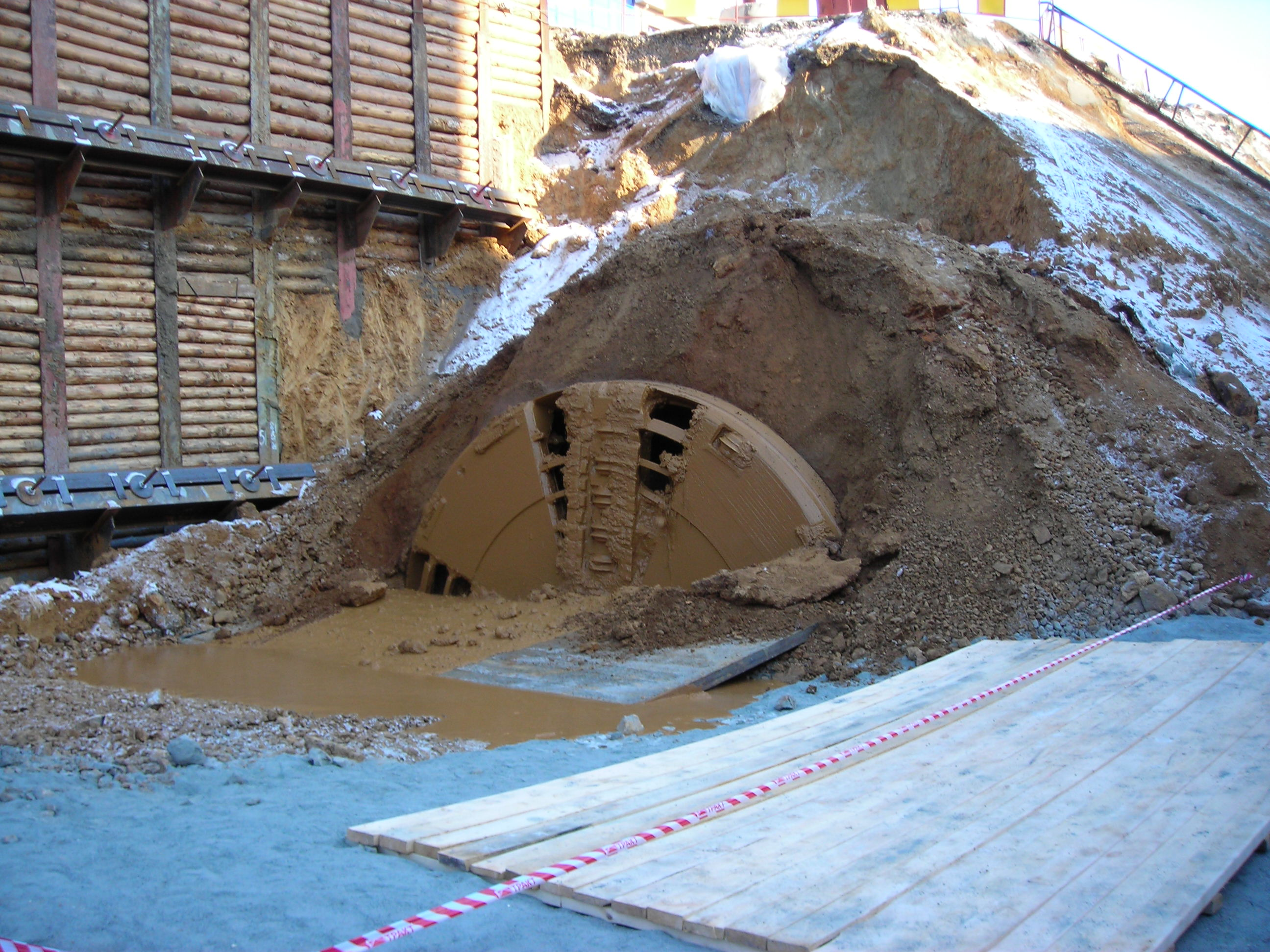
Щит «Lovat» выходит в камеру модернизации 20 ноября 2007 года

Строительство метрополитена началось в 1992 году с возведения красной линии: электродепо — станция «Комсомольская площадь» — станция «Площадь Революции» — станция «Торговый центр» — станция «Проспект Победы». Первоначальный срок сдачи пускового участка был на 2000 год, но из-за хронического недостатка финансирования переносился на 2003, 2005, 2007, 2010, 2012, 2015 годы.
Со стороны «Торгового центра» к «площади Революции» тоннель прокладывался буровзрывным способом, от депо к «Комсомольской площади» и далее — при помощи тоннелепроходческого комплекса Lovat канадского производства с названием «Алла», приступившего к работе 11 ноября 2004 года. 20 ноября 2007 года комплекс вышел на поверхность земли в так называемую камеру модернизации. За три года работы «Lovat» прошёл расстояние от объекта «Портал электродепо» в Ленинском районе до Комсомольской площади длиной в 1189 метров. В камере комплекс прошёл модернизацию, в ходе которой переоборудован для работы с железобетонными тюбингами диаметром 5600 мм (до этого времени обделка тоннелей производилась чугунными тюбингами диаметром 5500 мм). Переоборудованный «Lovat» приступил к работе 8 августа 2008 года, продолжив прокладку тоннеля в направлении Площади Революции.
Однако, 20 ноября 2008 года по решению суда тоннелепроходческий комплекс «Ловат» был остановлен, так как отсутствовала проектно-сметная документация на строительство этого участка. Изменённый в 2005 году план строительства не был одобрен государственной экспертизой, основные претензии предъявлялись к изменению способа проходки тоннеля, так как ранее предполагалось, что этот участок будет пройден буро-взрывным методом, а также к смене обделки тоннеля с чугунных тюбингов на железобетонные блоки. 14 апреля 2009 года состоялась сбойка правого перегонного тоннеля между станциями «Торговый центр» и «Проспект Победы» с выработками вентиляционного ствола № 253, расположенного на перекрёстке улиц Кирова и Калинина.
В марте 2010 года правительство России отказалось софинансировать строительство метрополитена, однако правительством Челябинской области было принято решение продолжать строительство за областной счёт. В октябре 2011 года было завершено строительство станции «Комсомольская площадь» в конструкциях без отделки, а также наклонного хода станции «Торговый центр».
К апрелю 2021 года было построено 3,3 км туннелей в одну сторону, а также сооружены станция «Торговый центр» в общей готовности 20 % (вестибюль, эскалаторный тоннель и станции под рекой Миасс) и «Комсомольская площадь» в 45 % (вестибюль и станции). По большей части, поддерживалась построенная инфраструктура. Стоимость завершения строительства метрополитена постоянно возрастала, если в 2010—2012 годах завершение городскими властями оценивалось в 25-30 млрд рублей, то в 2018 году оценка превышала 80 млрд рублей, а в августе 2019 года губернатором Алексеем Текслером была названа оценка в 100 млрд рублей.

### Проектирование скоростного трамвая вместо метрополитена (с 2021)
21 апреля 2021 года Владимир Путин объявил о планах по развитию общественного транспорта в Челябинске и продолжении проекта челябинского метрополитена, а губернатор Челябинской области Алексей Текслер сообщил, что на базе построенных станций и перегонов метро планируется запустить трамвай. По итогам работы комиссии по региональному развитию правительства РФ эксперты пришли к заключению, что заложенные в Челябинске линии метрополитена не имеют никакой перспективы и достраивать их не имеет смысла, вместе с тем инфраструктуру недостроенного метро можно использовать, и рассматривались несколько проектов, один из них — подземный трамвай, пути которого будут проложены как по земле, так и в тоннелях. Об этом же было заявлено в мае 2021 года зампредом правительства России Маратом Хуснуллиным.
В том же месяце были презентованы и предварительные маршруты метротрамвая: ул. Чичерина — ул. Лизы Чайкиной, ЧМЗ — ТРК «Алмаз», Медгородок — ЧТЗ с двумя независимыми подземными участками, идущими с юга на север (с организацией вилочного движения) и с востока на запад. При этом планировалось использовать три подземных станции: «Торговый центр» (на одной линии), «Площадь Революции» (пересадочная) и «Комсомольская площадь» (на другой линии). Расчётная стоимость поездки планировалась в 32 рубля, на линиях должны использоваться 32 низкопольных многосекционных трамвая. Ввод системы в эксплуатацию намечался на конец 2024-го — начало 2025 года.
В июле 2021 года организация создания технико-экономического обоснования (ТЭО) строительства метротрамвая была поручена хозяйственному партнёрству «Конгресс-холл». По итогам конкурса было решено, что ТЭО первой линии будет готовить «Моспроект-3».
В декабре губернатор Алексей Текслер подписал детальный план проекта для получения от правительства России инфраструктурного бюджетного кредита. Из него следовало, что общая стоимость проекта будет составлят около 72 миллиардов рублей, в том числе: на проектно-изыскательские работы 2,7 миллиарда, строительство станции «Торговый центр» с выходом на улицу Труда — 3,1 миллиарда, перегонные тоннели к ней — 19,3 миллиарда, перегонные тоннели второй линии («Площадь Революции» — «Комсомольская площадь») — 11 миллиардов, строительство станции «Площадь Революции» — 9 миллиардов, завершение работ на станции «Комсомольская площадь» — 1,5 миллиарда, строительство новых участков трамвайных линий — 920 миллионов, обновление подвижного состава — 5,1 миллиарда рублей, а также модернизацию путевого хозяйства, тяговых подстанций, реконструкцию трамвайных депо № 1 и № 2, строительство трамвайных платформ, оптимизацию проезда светофоров, оборудование конечных станций.
В январе 2022 года стало известно, что вместо наземной линии по улице братьев Кашириных (изначально отнесённой на дальнюю перспективу) было принято прокладывать пути по Университетской набережной.
В феврале были объявлены публичные слушания по проекту планировки и межевания подземных линий. При этом стало известно об идее в перспективе продлить одну из линий до новой станции в районе Лесопарковой улицы.
В марте вице-премьер Марат Хуснуллин заявил, что на фоне политической ситуации сроки строительства метротрамвая могут быть сдвинуты, но оно будет продолжаться. К октябрю планируемый срок запуска первой линии был перенесён на 2026 год.
В августе Минстрой России заявил о выделении кредита на 73 миллиарда рублей для строительства метротрамвая. Акционерное общество «Челябинский метротрамвай», к которому перешли полномочия оператора проекта, объявило торги на проектирование и строительство первой линии («Север — юг»). Победителем конкурса стал «Моспроект-3», с компанией был заключён контракт со сроком исполнения до 30 декабря 2025 года. Та же компания в октябре победила в конкурсе на разработку ТЭО второй линии.
С декабря 2023 года начаты работы на улице Овчинникова — проезд по ней закрыт до июля 2024 года, за это время будет проведён вынос коммуникаций на месте, где будет находиться портал тоннеля и остановочный пункт возле выхода трамвайной линии на поверхность.

## Физические объёмы работ по строительству метрополитена по годам
Данные взяты из годовых отчётов ОАО «Челябметрострой».
| Показатель                            | 2005   | 2006  | 2007  | 2008   | 2009  | 2010 | 2011 | 2012  | 2013 | 2014 | 2015  | 2016   |
| ------------------------------------- | ------ | ----- | ----- | ------ | ----- | ---- | ---- | ----- | ---- | ---- | ----- | ------ |
| Проходка выработок, п. м.             | 585    | 559   | 916   | 596    | 719   | 97   | 7    | 127   | 163  | 292  | 288   | 107    |
| Проходка выработок, м³                | 15306  | 14820 | 23640 | 20111  | 22307 | 3004 | 516  | 4210  | 5715 | 7491 | 6848  | 12385  |
| Крепление монолитным бетоном, м³      | 1276,3 | 526,1 | 163,7 | 1588,0 | 425,0 | 48,7 | 2,0  | 29,6  | 88,5 | 30,5 | 641,0 | 2723,0 |
| Крепление тюбингами, количество колец | 552    | 568   | 721   | 579    | 692   | 59   | 10   | 77    | 62   | 188  | 96    | 0      |
| Первичное нагнетание, м²              | 10682  | 11162 | 15475 | 9558   | 12884 | 1339 | 12   | 1646  | 1342 | 3276 | 1523  | 3681   |
| Металлоконструкции, т                 | 133,6  | 31,0  | 14,7  | 321,9  | 73,0  | 8,1  | 50,6 | 180,0 | 67,2 | 21,2 | 162,0 | 621,0  |

В конце 2017 года «Челябметрострой» сменил организационно-правовую форму, перестав быть публичным акционерным обществом, и с этого момента компания освобождена от обязанности по раскрытию информации о собственной деятельности. По состоянию на 1 июля 2018 года годовой отчёт за 2017 год не опубликован, точные сведения об объёме работ за 2017 год в открытом доступе отсутствуют.

## Финансирование и освоение капитальных вложений
Информация о финансировании и освоении капитальных вложений на строительство метрополитена в городе Челябинске за период 1992—2009 гг. приведена по монографии В. С. Казанцева,
за 2010—2013 и 2017—2020 гг. — по материалам информационных агентств и новостных интернет-сайтов, за 2014—2016 гг. — по государственной программе капитального строительства в Челябинской области.
Данные приведены в миллионах деноминированных рублей в ценах соответствующих лет.
| Год  | Всего финансирования | В том числе        | В том числе      | В том числе      | В том числе      | Освоение кап. вложений | Освоение кап. вложений |
| Год  | Всего финансирования | Федеральный бюджет | Областной бюджет | Городской бюджет | Прочие источники | в ценах 1991 г.        | в текущих ценах        |
| ---- | -------------------- | ------------------ | ---------------- | ---------------- | ---------------- | ---------------------- | ---------------------- |
| 1992 | 0,24                 | 0,08               | 0,16             | —                | —                | 9,2                    |                        |
| 1993 | 4,00                 | 3,00               | —                | 1,00             | —                | 8,6                    |                        |
| 1994 | 15,91                | 14,30              | 1,60             | —                | 0,01             | 9,4                    |                        |
| 1995 | 61,49                | 43,90              | 14,20            | 0,50             | 2,89             | 7,0                    |                        |
| 1996 | 134,57               | 81,40              | 45,90            | 6,60             | 0,67             | 11,2                   |                        |
| 1997 | 494,13               | 284,00             | 24,60            | 5,00             | 180,53           | 25,8                   |                        |
| 1998 | 92,34                | 58,10              | 20,90            | 8,20             | 5,14             | 8,8                    |                        |
| 1999 | 24,84                | 5,00               | 12,20            | 6,70             | 0,94             | 6,7                    |                        |
| 2000 | 64,45                | 34,30              | 27,30            | 1,90             | 0,95             | 2,9                    |                        |
| 2001 | 138,80               | 124,10             | 10,10            | 2,80             | 1,80             | 5,34                   |                        |
| 2002 | 157,58               | 90,50              | 58,00            | 3,99             | 5,09             | 5,65                   |                        |
| 2003 | 207,67               | 125,49             | 69,50            | 6,42             | 6,25             | 2,08                   |                        |
| 2004 | 304,35               | 84,30              | 210,00           | 4,50             | 5,55             | 5,61                   |                        |
| 2005 | 467,80               | 128,40             | 335,00           | 4,40             | —                | 5,82                   |                        |
| 2006 | 722,48               | 258,70             | 460,00           | 4,23             | —                | 12,54                  |                        |
| 2007 | 738,92               | 314,10             | 420,90           | 3,92             | —                | 11,37                  |                        |
| 2008 | 1120,86              | 516,63             | 600,00           | 4,23             | —                | 9,93                   |                        |
| 2009 | 790,79               | 395,20             | 391,00           | 4,59             | —                | 13,89                  |                        |
| 2010 | около 520            | —                  | 520              | —                | —                | 1,79                   |                        |
| 2011 | около 1630           | —                  | ?                | ?                | ?                | 1,48                   |                        |
| 2012 | около 2000           | —                  | 2000             | —                | —                | 3,38                   |                        |
| 2013 | 1024,137             | —                  | 1024,137         | —                | —                | 3,21                   |                        |
| 2014 | 636,772              | —                  | 636,772          | —                | —                | 3,56                   |                        |
| 2015 | 1026,716             | —                  | 1026,716         | —                | —                | 3,88                   | 571,59                 |
| 2016 | 1100,716             | —                  | 1100,716         | —                | —                |                        | 585,23                 |
| 2017 | 375                  | —                  | —                | 375              | —                | ?                      | ?                      |
| 2018 | 341                  | —                  | —                | 341              | —                | ?                      | ?                      |
| 2019 | 263,428              | —                  | —                | 263,428          | —                | ?                      | ?                      |
| 2020 | 218,873              | —                  | —                | 171,022 + 47,851 | —                | ?                      | ?                      |

В 2009 году с компанией «Метрогипротранс» был заключён контракт на разработку проектной документации по объекту «Строительство первого пускового участка линии метрополитена» на сумму 980 млн рублей, работы оплачены из городского и областного бюджетов.
В 2013 году в процессе проверки бюджетных расходов Челябинской области за 2011—2012 годы аудиторы Счётной палаты выявили, что 661,4 млн рублей, потраченные Управлением капитального строительства Администрации г. Челябинска на разработку проектной документации на строительство метрополитена, были потрачены без соблюдения принципа эффективности и результативности использования бюджетных средств. Разработка указанной документации в установленные сроки не завершена. В своём отчёте Счётная палата не уточнила, когда было произведено расходование указанных средств, на какие объекты метрополитена разрабатывалась проектная документация и кто был её исполнителем.
В ноябре 2013 года сотрудники ФСБ провели обыски по делу о крупном хищении бюджетных средств, выделенных на поставку оборудования для строительства метро. По данным следствия, МУП «Челябметротрансстрой» в 2007 году заключило муниципальный контракт на 182 миллиона рублей с ООО «Энергомаш» на закупку оборудования без проектной документации и с помощью фирм-однодневок. Стоимость оборудования была сильно завышена, деньги со счетов этих фирм переводились на счета физлиц и обналичивались. Поставленное по контракту оборудование с 2008 года не монтировалось на строительных площадках и не эксплуатировалось.
По данным, предоставленным пресс-службой правительства Челябинской области, по состоянию на январь 2018 года за весь период строительства было освоено 10,89 млрд рублей, в том числе 2,6 млрд рублей из средств федерального бюджета и 7,73 млрд рублей — из средств областного бюджета. Такая сумма общих затрат значительно меньше ранее озвученных: например, в 2010 году сообщалось, что на тот момент на строительство метрополитена уже было затрачено 12 млрд рублей, и в 2010—2018 годах на строительство также ежегодно выделялось финансирование (1,63 млрд рублей в 2011 году, 2 млрд рублей в 2012 году и т. д.).